# Kwon Mina
Kwon Mina (권민아?, 權珉娥?, Gwon Min-ahLR, Kwŏn MinaMR; Busan, 21 settembre 1993) è un'attrice sudcoreana.
Ha esordito nel mondo dello spettacolo nel 2012 come componente delle AOA, che ha lasciato nel 2019, facendo contemporaneamente parte del sottogruppo delle AOA Black. Nel 2013 ha mosso i primi passi come attrice e ha ottenuto il suo primo ruolo principale un anno dopo nella serie televisiva Modern Farmer.

## Filmografia
- Sachun-gi medley (사춘기 메들리?) – serie TV (2013)
- Cham joh-eun sijeol (참 좋은 시절?) – serie TV (2014)
- Kkothalbae susadae (꽃할배 수사대?) – serie TV (2014) – cameo
- Modern Farmer (모던파머?) – serie TV (2014)
- Butakhae-yo, eomma (부탁해요, 엄마?) – serie TV (2015-2016)
- Click Your Heart (클릭유어하트?) – webserie (2016)
- Byeong-wonseon (병원선?) – serie TV (2017)
- Churi-ui yeo-wang 2 (추리의 여왕 2?) – serie TV (2018)
- Boksu note 2 (복수노트 2?) – serie TV (2018) – cameo
- Punggyeong (풍경?) – webserie (2019)
- Loss Time Life (스타임 라이프?), regia di Lim Eun – miniserie TV (2019)

## Riconoscimenti
- Korea Drama Award[7]
  - 2017 – Premio Stella dell'hallyu per Byeong-wonseon
- MBC Drama Award[8]
  - 2017 – Candidatura Miglior nuova attrice per Byeong-wonseon